# Velîki Solonți, Novi Sanjarî
Velîki Solonți (în ucraineană Великі Солонці) este localitatea de reședință a comunei Velîki Solonți din raionul Novi Sanjarî, regiunea Poltava, Ucraina.

## Demografie
Componența lingvistică a localității Velîki Solonți
     Ucraineană (95,13%)
     Rusă (3,85%)
     Alte limbi (0,2%)
Conform recensământului din 2001, majoritatea populației localității Velîki Solonți era vorbitoare de ucraineană (95,13%), existând în minoritate și vorbitori de rusă (3,85%).